# Kypäräsaari (ö i Södra Savolax, S:t Michel, lat 61,46, long 27,47)
Kypäräsaari är en ö i Finland. Den ligger i sjön Saimen och i kommunen Sankt Michel i den ekonomiska regionen  S:t Michel och landskapet Södra Savolax, i den södra delen av landet, 200 km nordost om huvudstaden Helsingfors. Öns area är 5,1 hektar och dess största längd är 340 meter i nord-sydlig riktning.